# Vilni Lukî, Novoukraiinka
Vilni Lukî (în ucraineană Вільні Луки) este un sat în comuna Kropîvnîțke din raionul Novoukraiinka, regiunea Kirovohrad, Ucraina.

## Demografie
Componența lingvistică a localității Vilni Lukî
     Ucraineană (94,47%)
     Rusă (4,15%)
     Română (1,38%)
Conform recensământului din 2001, majoritatea populației localității Vilni Lukî era vorbitoare de ucraineană (94,47%), existând în minoritate și vorbitori de rusă (4,15%) și română (1,38%).